# غرانت جيريت
غرانت جيريت (بالإنجليزية: Grant Jerrett)‏ مواليد 8 يوليو 1993 في كوستا ميسا، هو لاعب كرة سلة أمريكي بدأ مسيرته الاحترافية في سنة 2013 حيث تم اختياره من قبل فريق بورتلاند ترايل بلايزرز خلال الدرافت. يبلغ طوله 6 قدم 10 بوصة (2.1 م). لعب كرة السلة الجامعية في جامعة أريزونا

## إحصائيات المسيرة

### الموسم الاعتيادي
| السنة   | الفريق               | لعب | بدأ | دقيقة | ميداني% | ثلاثية | حرة   | ارتداد | صنع | استلاب | تصدي | نقطة |
| ------- | -------------------- | --- | --- | ----- | ------- | ------ | ----- | ------ | --- | ------ | ---- | ---- |
| 2014–15 | أوكلاهوما سيتي ثاندر | 5   | 0   | 5.0   | .176    | .077   | .000  | .8     | .2  | .0     | .4   | 1.4  |
| 2014–15 | يوتاه جاز            | 3   | 0   | 8.7   | .444    | .000   | .1000 | 1.7    | .4  | .7     | .0   | 3.0  |
| المسيرة |                      | 8   | 0   | 6.4   | .269    | .067   | .1000 | 1.1    | .4  | .3     | .3   | 2.0  |

## روابط خارجية
- غرانت جيريت على موقع إن بي أي (الإنجليزية)
- غرانت جيريت على موقع دوري كرة السلة الياباني للمحترفين (اليابانية)
- غرانت جيريت على موقع سبورتس رفرنس (الإنجليزية)
- غرانت جيريت على موقع كرة السلة الأوروبية.كوم (الإنجليزية)
- غرانت جيريت على موقع DraftExpress.com (الإنجليزية)
- غرانت جيريت على موقع كلية كرة السلة في سبورتس رفرنس.كوم (الإنجليزية)
- غرانت جيريت على موقع ريلجم (الإنجليزية)
- غرانت جيريت على موقع بروبوليرز (الإنجليزية)
- غرانت جيريت على موقع سبورتس رفرنس (الإنجليزية)
- غرانت جيريت على موقع سبورتس رفرنس (الإنجليزية)